# 오언 무어

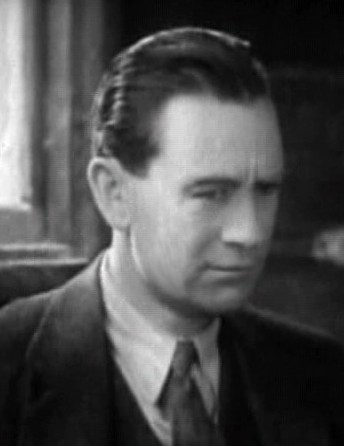

오언 무어(영어: Owen Moore, 1886년 12월 12일 ~ 1939년 6월 9일)는 아일랜드계 미국인 배우이다. 아일랜드 미스주에서 태어나 10대 때 이민했고 미국에서 배우로 활동했다. 1939년 베벌리힐스에서 심근 경색으로 죽었다. 형제인 톰 무어, 맷 무어, 조 무어 또한 배우로 활동했다. 메리 픽퍼드의 첫 번째 남편으로도 알려져 있다.